# 오타니 나오키
오타니 나오키(일본어: 大谷 尚輝, 1995년 9월 24일 ~ )는 일본의 축구 선수이다.

## 구단 경력
그는 2014년부터 2024년까지 J리그의 산프레체 히로시마, 로아소 구마모토, FC 마치다 젤비아, 에히메 FC, 도치기 SC에서 활동하였다.